# Романов, Анатолий Семёнович
Анатолий Семёнович Романов (род. 2 мая 1932; деревня Свиридово, Малоярославецкий район, Калужская область, РСФСР, СССР) — советский и российский учёный, журналист и непрофессиональный поэт. Кандидат философских наук. Доцент, редактор журнала «Интеллект будущего» . Лауреат Премии Правительства Российской Федерации в области образования. Лауреат премии Правительства Российской Федерации в области образования (2011). 

## Биография
Анатолий Семёнович Романов родился 2 мая 1932 года в деревне Свиридово Московской (сейчас Калужской области). Он был третьим из восьми детей Семёна Филипповича и Ефросиньи Андреевны Романовых.
В 1942 году на Ленинградском фронте погиб старший брат Семён — лейтенант, командир взвода.
В конце 1951 года Романов поступил в первое реактивное училище страны (г. Армавир). Учебную программу полётов на реактивных самолётах проходил в Черниговском авиационном училище летчиков-истребителей, которое с дипломом техника-пилота окончил в 1954 году в звании лейтенанта.
До конца 1956 года служил в строевых частях ВВС на Курильских островах в должности лётчика-истребителя на самолётах МИГ-15.
954-й полёт стал последним для Романова в качестве пилота. Тяжелая травма заставила его сменить профессию. После увольнения в запас работал в геологоразведческой экспедиции, где приобрёл ряд геологических специальностей.
В 1957 году Романова пригласили на работу в Детчинскую районную газету «Колхозник», где он два года заведовал сельскохозяйственным отделом.
В конце 1958 года Романов попал на мурманский траловый флот, сделал 13 рейсов матросом в Баренцевом море. Активно сотрудничал в качестве внештатного корреспондента с газетами «Полярная правда» и «Арктическая звезда».

В 1960 году поступил на философский факультет МГУ им. Ломоносова. В 1965 заканчивает университет и поступает старшим преподавателем в Липецкий филиал Московского института стали и сплавов. В 1969-м защитил кандидатскую диссертацию на тему «Движение нравственного фактора в системе социальной необходимости» и получил звание доцента.

### Семья
Сразу после поступления Анатолий Семенович женится на Рите Бовыкиной — девочке из Малоярославца, которая ждала его 9 лет после окончания 8 класса родной школы. У них родилось двое сыновей: Олег и Роман.

### Встреча с Пелагеей Ивановной Брагиной
В 1964 году студент Анатолий Романов написал для журнала «Крестьянка» очерк «Мать семнадцати сыновей». По инициативе редакции журнала, впервые опубликовавшего материал и Калужского сельскохозяйственного обкома КПСС героиня очерка Пелагея Ивановна Брагина была представлена к правительственной награде. Очерк был опубликован через 19 лет после победы. До этого о подвиге П. И. Брагиной и её односельчан не знали даже в районном центре-Малоярославце.
В 1968 году оканчивает аспирантуру МГУ, защищает кандидатскую диссертацию и в должности доцента поступает в обнинский филиал МИФИ (ИАТЭ). С 1970 по 1993 год работает в Обнинском институте атомной энергетики преподавателем философии и этики.
В 1970-х Анатолий Семёнович вёл колонку «Уроки этики» в газете «Комсомольская правда».

### Обнинский Полис
С 1992 года Анатолий Семенович — руководитель секции «Философия» Всероссийской конференции учащихся «Юность, наука, культура». Он — председатель экспертного совета Малой Академии наук «Интеллект будущего». Более десяти лет подряд Анатолий Семенович являлся главным редактором знакового для первого наукограда альманаха «Обнинский полис».
Сейчас живёт в Обнинске.